# Zubin Mehta

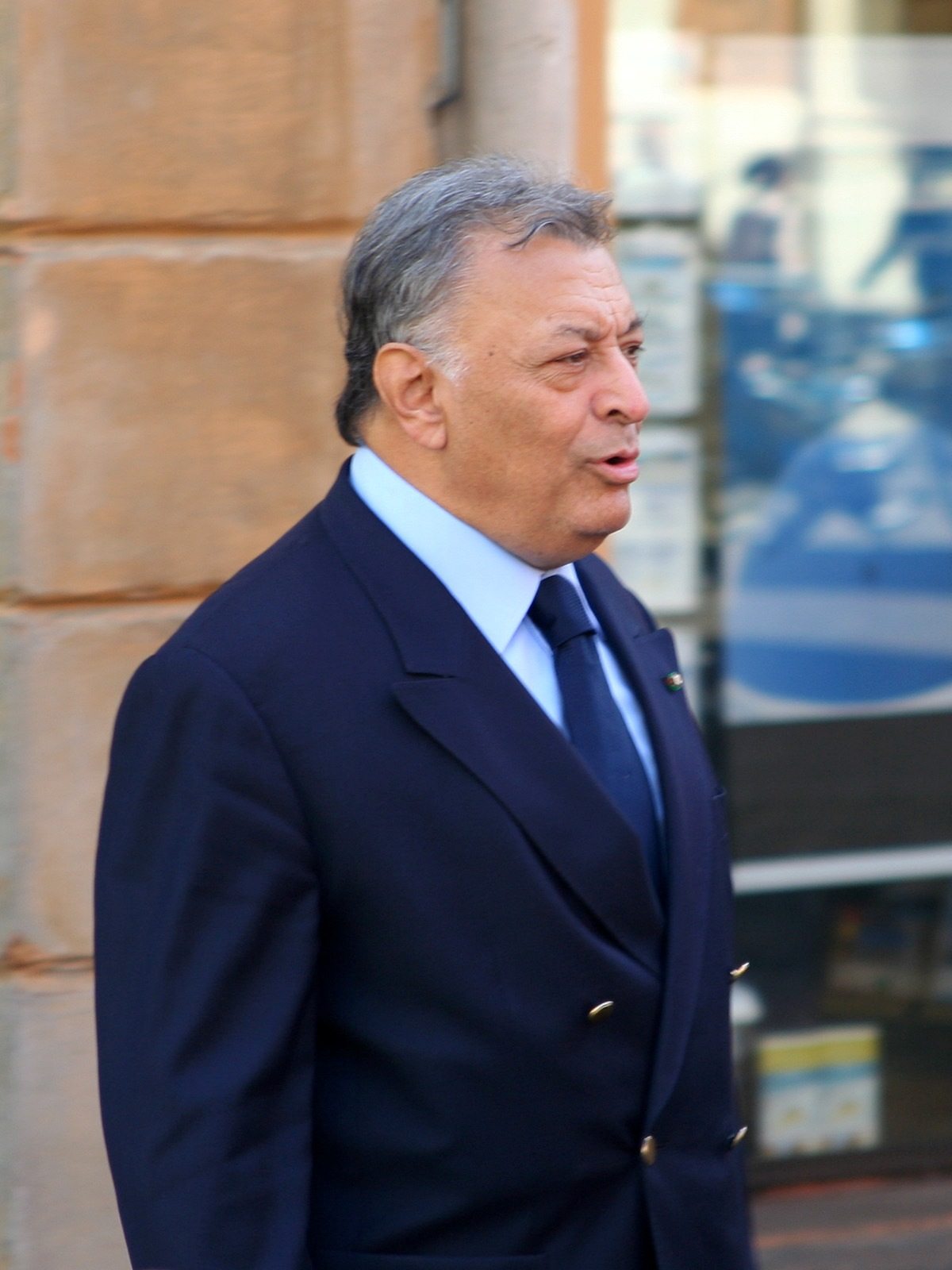
Zubin Metha en 2007.

Zubin Mehta (Bombay, 29 de abril de 1936) es un director de orquesta indio que de 1981 a 2020 fue director musical  de la Orquesta Filarmónica de Israel y está considerado uno de los directores de orquesta del último siglo más importantes del mundo.

## Biografía
Zubin Mehta nació en Bombay el 29 de abril de 1936, en el seno de una familia parsi, hijo de Mehli y Tehmina Mehta. Su padre fue violinista y director fundador de la Orquesta Sinfónica de Bombay. Zubin fue alumno de la St Mary's School, Bombay. En un principio tenía pensado estudiar medicina, pero finalmente se convirtió en estudiante de música en Viena a los dieciocho años, teniendo como profesor a Hans Swarowski (en aquella academia por el mismo tiempo estaban también Claudio Abbado y el director y pianista Daniel Barenboim). 
En 1958 realizó en Viena su debut como director. Ese mismo año ganó el Concurso Internacional de dirección musical en Liverpool y fue nombrado director asistente de la Real Orquesta Filarmónica de Liverpool.
Mehta pronto alcanzó el rango de director principal cuando fue nombrado director musical de la Orquesta Sinfónica de Montreal en 1960, puesto que mantuvo hasta 1967. Otros cargos que ocupó fueron el de director musical de la Orquesta Filarmónica de Los Ángeles (1962- 1978), de la Orquesta Filarmónica de Nueva York (1978-1991), convirtiéndose en el más duradero en aquel puesto. La Orquesta Filarmónica de Israel nombró a Mehta en 1969 Consejero musical, en 1977 Director musical, y en 1981 como Director Vitalicio, aunque fue remplazado como director musical por Lahav Shani en 2020. Adicionalmente desde 1998 ha sido también Director Musical del Ópera Estatal de Baviera en Múnich. La Orquesta Filarmónica de Múnich lo nombró Director Honorario.
Se presentó en innumerables ocasiones en Buenos Aires, Argentina, con conciertos multitudinarios en la avenida 9 de julio, el mítico obelisco, el Luna Park y el Teatro Colón acompañado por la Filarmónica de Nueva York, de Israel, de Múnich y del Maggio Musicale Fiorentino.

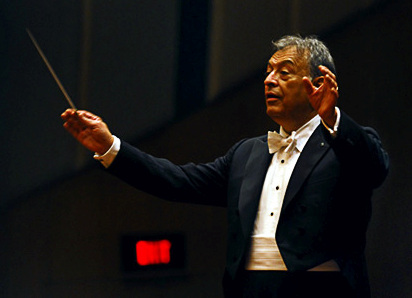
Zubin Mehta dirigiendo la Orquesta Filarmónica de Israel en Bombay (octubre de 2008).

Hizo giras por su país nativo, India, y su ciudad Bombay en 1984, con la Orquesta Filarmónica de Nueva York, y nuevamente en noviembre y diciembre de 1994 con la Orquesta Filarmónica de Israel, con los solistas Itzhak Perlman y Gil Shaham. 
En 1990, dirigió la Orquesta del Maggio Musicale Fiorentino y la Orquesta del Teatro de la Ópera de Roma en el primer concierto de Los Tres Tenores, haciéndolo de nuevo en 1994 en el Dodger Stadium de Los Ángeles. En junio de 1994, Mehta interpretó el Réquiem de Mozart junto con los miembros de la Orquesta Sinfónica de Sarajevo en las ruinas de la Biblioteca Nacional de Sarajevo (Vijećnica), en un concierto a beneficio de las víctimas del conflicto armado y en memoria de los miles de personas asesinadas en las Guerras Yugoslavas.
El 29 de agosto de 1999 dirigió la Sinfonía nº 2 "Resurrección" de Mahler en las cercanías del campo de concentración de Buchenwald, en la ciudad alemana de Weimar. El concierto fue ofrecido por la Orquesta Sinfónica de la Radio de Baviera y la Orquesta Filarmónica de Israel, colocándose una al lado de la otra.
En 1997 y 1998 colaboró con el director de cine chino Zhang Yimou en una producción de la ópera Turandot de Puccini que se realizó en Florencia y luego en Pekín, donde fue puesta en escena, en su escenario actual, en la Ciudad Prohibida usando más de 300 extras y 300 soldados, para ocho representaciones históricas. La realización de esta producción fue narrada en un documental llamado The Turandot Project en el que Mehta realiza la narración.
En 2000 su hermano, Zarin Mehta, fue nombrado director ejecutivo de la Orquesta Filarmónica de Nueva York. En 2001, el Gobierno de la India lo honró con el Padma Vibhushan, el segundo premio civil más importante del país.
Entre julio y agosto de 2005 Zubin visitó Bombay y también supervisó un programa organizado por la Fundación Musical Mehli Mehta.
El 26 de diciembre de 2005, con ocasión del primer aniversario del terremoto del océano Índico de 2004, Zubin Mehta junto a la Orquesta Estatal de Baviera tocaron por primera vez en Madrás en la conocida "Academia Musical de Madrás". Este concierto especial en memoria del tsunami fue organizado por el consulado alemán de Madrás junto con el Instituto Bhavan/Goethe Max-Mueller. Asistieron cerca de 3.000 personas, entre ellos personalidades eminentes como Amartya Sen y el gobernador de Tamil Nadu, Surjit Singh Barnala. También tocaron en Delhi el 28 de diciembre en el Estadio Indira Gandhi. 2006 fue su último año con la Orquesta Estatal de Baviera.

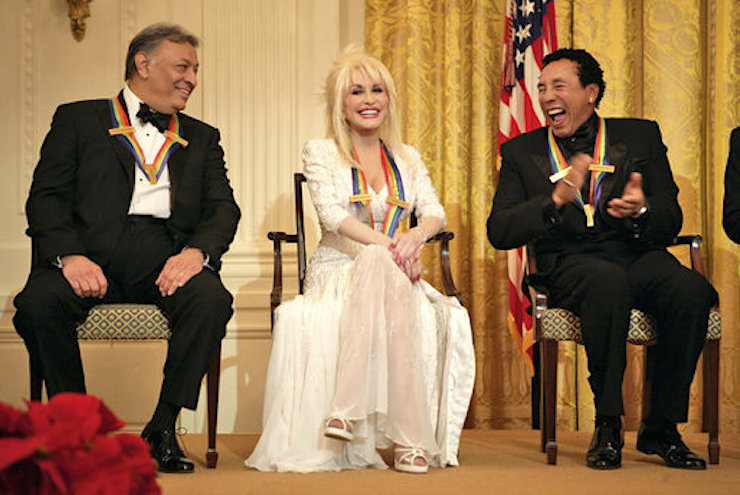
Zubin Mehta con los cantantes Dolly Parton y Smokey Robinson durante una recepción en la Casa Blanca para los galardonados con el Premio Kennedy (diciembre de 2006).

En septiembre de 2006 el Centro Kennedy anunció al Maestro Mehta como uno de los galardonados del año con el Premio Kennedy, que le fue entregado el 2 de diciembre de 2006.
Mehta está casado con Nancy Kovack, una actriz de cine y televisión. Su vida ha sido documentada en la película de Terry Sanders Portrait of Zubin Mehta y en un libro de Martin Bookspan y Ross Yockey titulado Zubin: The Zubin Mehta Story.
Desde 2005 es el director titular (junto a Lorin Maazel) del Palacio de las Artes Reina Sofía en la Ciudad de las Artes y de las Ciencias de Valencia.
El 24 de mayo de 2008 fue investido Doctor honoris causa por la Universidad Politécnica de Valencia, donde se mencionó a Francisco Casanovas como su primer profesor de música.
Tuvo el placer de dirigir el Concierto de Año Nuevo de Viena en los años 1990,1995,1998, 2007 y 2015.
En 2017 apareció en la película documental española Dancing Beethoven.

## Repertorio
Mehta es especialmente famoso por sus interpretaciones del repertorio sinfónico post-romántico, especialmente de compositores como Anton Bruckner, Richard Strauss y Gustav Mahler. Sus grabaciones de Il Trovatore de Verdi y de Turandot de Puccini han sido especialmente alabadas. 
También ha realizado una grabación del Concierto para sitar n° 2 del instrumentista indio Ravi Shankar con el propio Shankar y la Orquesta Filarmónica de Londres. Su dirección es renombrada por brillante y poderosa en escena.

## Filmografía
- Dancing Beethoven (2017)

| Predecesor: Igor Markevitch   | Director Musical, Orquesta Sinfónica de Montreal 1961–1967      | Sucesor: Franz-Paul Decker             |
| Predecesor: Eduard van Beinum | Director Musical, Orquesta Filarmónica de Los Ángeles 1962–1978 | Sucesor: Carlo Maria Giulini           |
| Predecesor: Jean Martinon     | Director Musical, Orquesta Filarmónica de Israel 1968–          | Sucesor: incumbent                     |
| Predecesor: Pierre Boulez     | Director Musical, Orquesta Filarmónica de Nueva York 1978–1991  | Sucesor: Kurt Masur                    |
| Predecesor: Peter Schneider   | Director Musical General, Ópera Estatal de Baviera 1998–2006    | Sucesor: Kent Nagano                   |
| Predecesor: -                 | Director Musical, Palau de les Arts de Valencia 2006–2014       | Sucesor: James Gaffigan/Roberto Abbado |